# Bob Stookey
Bob Stookey é um personagem fictício da série em quadrinhos The Walking Dead, interpretado por Lawrence Gilliard Jr. na série de televisão de mesmo nome. Criado por Robert Kirkman e pelos artistas Charlie Adlard e Cliff Rathburn, o personagem fez sua estreia nos quadrinhos The Walking Dead na edição nº 29. Bob é um ex-médico de combate que é considerado o bêbado da cidade de Woodbury, Geórgia. Embora ele é um personagem menor nos quadrinhos, Bob é notável porque salva a vida do Governador, que foi severamente mutilado por Michonne. Suas origens são exploradas no livro The Walking Dead: The Road to Woodbury, que foi escrita por Robert Kirkman e Jay Bonansinga.
Na série de televisão, Bob é apresentado na quarta temporada como um sobrevivente que vive na comunidade da prisão. Tal como acontece com seu homólogo de quadrinhos, Bob é um ex-médico do Exército que luta contra o alcoolismo. Ele também está lidando com a depressão por perder pessoas ao seu redor, mas após a queda da prisão ele se envolve romanticamente com Sasha, desenvolvendo uma mentalidade mais otimista, que tenta convencer Rick Grimes a ter também.

## Biografia fictícia

### Quadrinhos
Nos quadrinhos, Bob Stookey é um caucasiano-americano por volta dos 60 anos. Quarenta anos antes da epidemia, Bob trabalhou como médico do exército por cerca de duas semanas. Bob é considerado o bêbado da cidade de Woodbury e é mostrado pela primeira vez na porta da casa do Governador, onde o Governador manifesta preocupação por ele, já que ele não está comendo o suficiente e diz a ele para conseguir alguma comida. O papel menor de Bob se expande significativamente quando ele salva a vida do Governador, depois que Alice e Dr. Stevens fogem com Rick, Glenn e Martinez. Depois de uma recuperação lenta, o Governador pede pessoalmente a Bob que ele vigie sua filha Penny (que é uma zumbi) até que o exército de Woodbury retorne de matar os sobreviventes da prisão. O Governador é morto por Lilly e o destino de Bob nunca é revelado.

### Livros
Bob Stookey aparece em cinco livros: The Road to Woodbury, The Fall of the Governor - Part 1, "The Fall of the Governor - Part 2", Descent e Invasion.
Em "The Road to Woodbury", a história de como Bob e vários outros chegaram a Woodbury é contada. Na história é contada que Brenda Stookey, esposa de Bob, foi morta e transformada em um zumbi. Bob não foi capaz de mata-la e fugiu para a Tent City em seu caminhão e se tornou alcoólatra. Em Tent City conheceu Lilly Caul. Ele cuidou de Lilly, e por isso, quando Joshua Lee Hamilton foi expulso e Lilly Caul decidiu ir com ele, Bob se juntou a eles, juntamente com Megan Lafferty e Scott Lua. Tomando o seu caminhão, os cinco viajaram para uma casa de uma fazenda. Bob desenvolve uma paixão por Megan e fica com ciúmes do relacionamento sexual da mesma com Scott, o que o faz persistir nas bebidas. Mais tarde eles são recrutados por Martinez e levado à Woodbury. O Governador começou trocava ideias com Bob, já que este estava quase sempre bêbado demais para entender. Bob consegue ter uma noite só com Megan, mas na manhã seguinte, ela se mata e Bob acaba com sua reanimação, isso faz com que Bob beba ainda mais à medida que cresce deprimido.
Nas duas partes de The Fall of the Governor, o papel de Bob é o mesmo que nos quadrinhos. Quando o Governador nunca volta da batalha da prisão, Bob observa somente um pequeno grupo liderado por Lilly Caul chegar, e quando ela assume a liderança de Woodbury, Bob continua a viver lá e se torna o médico da cidade.

### Série de TV

Bob Stookey sendo interpretado por Lawrence Gilliard Jr., na série de televisão.

Bob era um médico do exército que esteve com dois outros grupos de sobreviventes, mas os grupos foram mortos e Bob acabou em solidão, sozinho Bob acabou deprimido.

#### Quarta temporada
Bob Stookey aparece na quarta temporada, quando se junta aos sobreviventes na prisão após ser encontrado por Daryl (Norman Reedus) vagando na estrada. Bob se mantém um cara confiante tentando provar o seu valor para o grupo, mas luta contra o alcoolismo e seu passado conturbado. Durante uma busca por mantimentos, ele causa a morte de Zach, um integrante do grupo, após fazer com que as prateleiras do supermercado caiam sobre ele e chame a atenção de zumbis, enquanto ele devolvia uma garrafa de vinho em arrependimento. Quando uma doença como um gripe forte se espalha pela prisão, Bob vai com Daryl, Tyreese (Chad Coleman) e Michonne (Danai Gurira) numa universidade veterinária atrás de suprimentos médicos para curar os infectados e sua relação com Daryl passa a ser hostil quando é descoberto seu problema com o alcoolismo. Após retornar para prisão, Bob logo é obrigado a participa da batalha do grupo da prisão contra o Governador que pretende dominar a prisão e é levemente ferido, mas sobrevive e foge com Maggie (Lauren Cohan) e Sasha (Sonequa Martin-Green), quando a prisão é destruída. Na floresta, ele precisa lidar com a tensão provocada pela ameaça dos zumbis e a falta de suprimentos. Eles encontram cartazes de uma comunidade chamada Terminus, que se localiza no final de uma linha de trilhos. Bob decide ajudar Maggie reencontrar Glenn (Steven Yeun) mesmo com as possibilidades dele estar morto, e convence Sasha a fazer o mesmo. Bob desenvolve um relacionamento com Sasha durante a jornada e quando encontram Glenn, todos vão juntos com Abraham (Michael Cudlitz), Rosita (Christian Serratos), Eugene (Josh McDermitt) e Tara (Alanna Masterson) para o Terminus, onde chegam e são trancafiados dentro de um vagão. Junto a eles, são trancafiados Rick, Daryl, Michonne e Carl (Chandler Riggs).

#### Quinta temporada
Na quinta temporada, Bob, Rick, Daryl, Glenn, e outros quatro sobreviventes são levados para o abate. Bob Stookey diz à Gareth (Andrew J. West) que Eugene é um cientista e sabe o que causou a epidemia, porém Gareth não dá a mínima. Os quatro sobreviventes que foram capturados são mortos, e quando chega a vez de Glenn ser abatido, Carol (Melissa McBride) entra em ação e liberta todos. O grupo se reúne novamente fora de Terminus e encontram o padre Gabriel Stokes (Seth Gilliam), que os leva até a sua igreja. Na igreja eles vêem a necessidade de encontrar suprimentos e Bob, Rick, Michonne, Sasha, Abraham, Rosita e Gabriel vão até um armazém próximo dali. Bob é pego e mordido por um zumbi, porém não diz nada a ninguém. De volta à igreja, Bob passa seu pequeno tempo que lhe resta com sua namorada Sasha, e quando chega a noite ele sai da igreja para morrer sem que ninguém saiba. Ele é capturado pelos poucos sobreviventes de Terminus que restaram e ao acorda de seu desmaio descobre que eles comeram sua perna, Bob começa a rir incontrolavelmente e revela a eles que havia sido mordido e que sua carne está contaminada. Os canibais o levam de volta a igreja com a tentativa de amedrontar o grupo, mas Rick e seu grupo armam uma emboscada e os mata. Bob se despede de todos, agradece a Rick por tudo que ele fez por ele, passa seus últimos minutos com Sasha e quando finalmente ele morre, Tyreese não permite que ele volte como um zumbi.
No episódio "What Happened and What's Going on", quando Tyreese foi mordido por um zumbi e começou a alucinar com pessoas mortas, uma alucinação de Bob apareceu para ele e o confortou dizendo que tudo ficaria bem. Antes de morrer, o espectro de Bob reapareceu ao lado de outros entes queridos falecidos do homem e o ajudou a completar a transição para a vida após a morte.

## Desenvolvimento e recepção
Foi anunciado em 26 de abril de 2013 que Lawrence Gilliard Jr. havia se juntado ao elenco em um papel regular da série como Bob Stookey, um ex-médico do Exército. O anúncio explica: "Bob é profundamente assombrado por seu passado - no apocalipse pré e pós-zumbi. Como resultado, ele é um pouco solitário, embora mantenha uma face pública encantadora / autodepreciativa / confiante".